# Sympodium (botanik)
Sympodium  är en term inom botaniken som avser en stam, som i förstone ser homogen ut, men som i själva verket utgörs av en serie små bitar, staplade på varandra.
Ett annat namn på samma sak är pseudoaxel.
Ett exempel på sympodium är vitsippans jordstam.